# Teraina
Teraina (escrit també Teeraina, també conegut com a illa Washington – aquests dos noms són constitucionals) és un atol de corall a l'oceà Pacífic central i forma part de les illes de la Línia del Nord que pertanyen a Kiribati. Els noms obsolets de Teraina són Noves Marqueses, illa Prospect i illa Nova York. L'illa està situada aproximadament a 4,71° de latitud nord i 160,76° de longitud oest. Teraina es diferencia de la majoria dels altres atols del món en en el fet que té un gran llac d'aigua dolça (llac Washington), una lent oberta, amagada dins del seu exuberant bosc de cocoters; aquest és l'únic llac d'aigua dolça permanent de tot Kiribati.
Mesurant uns 5,4 per 2,1 quilòmetres de NO-SE i SO-NE, té una superfície terrestre d'uns 9,55 quilòmetres quadrats; la seva circumferència és d'uns 15 km. L'illa és generalment baixa, amb una elevació màxima sobre el nivell del mar d'uns 5 metres, mentre que la major part de l'illa s'eleva uns 3 metres d'alçada; tot i així hi ha arbres del dens bosc interior que creixen fins a diverses vegades aquesta alçada. A l'extrem occidental de l'illa hi ha la capital, Tangkore (o Tengkore). Hi ha (segons el cens del 2020) uns 1.893 habitants, cosa que la converteix en la menys poblada de les illes de la Línia del Nord habitades permanentment. Tanmateix, la densitat de població (177 per km2) és tres vegades més alta que a Tabuaeran i molt més alta que a Kiritimati, molt més gran (més de 300 km2), amb uns 15 habitants/km2.
Hi ha dos camins de terra al voltant del perímetre de l'illa: un d'exterior (Beach Road) i un d'interior (Ring Road). El transport cap a l'interior es fa amb vaixell per canals artificials, cosa força singular per a una illa del Pacífic. Una torre de fars de navegació de 21 metres i dos pals de ràdio es troben a prop de Tangkore. El que no es pot produir localment s'envia aproximadament dues vegades l'any; també hi ha un petit trànsit entre illes per vaixell. L'antic moll d'embarcament era a l'extrem oest, però era perillós a causa de l'exposició a les onades que trencaven a les planes dels esculls; recentment ha estat substituït per un nou moll d'embarcament més fàcilment accessible al sud de Tangkore, on el sistema de canals desemboca a l'oceà. Hi ha una pista d'aterratge irregular d'uns 1.000 metres de longitud a prop de Kaaitara. Pot quedar temporalment inutilitzable després de fortes pluges.

## Història

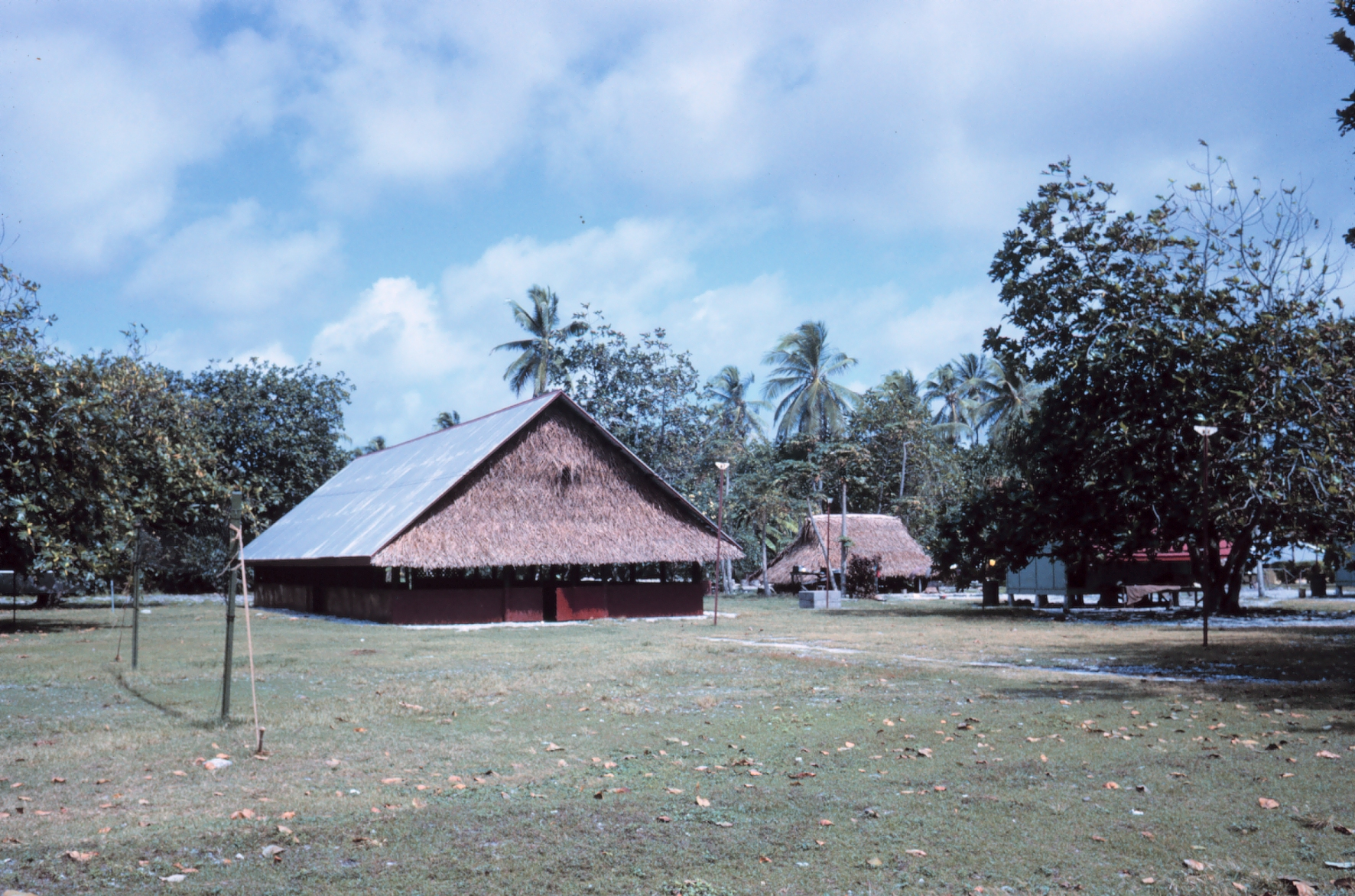
Casa de reunions presidida pel cap de l'illa, novembre de 1968

L'ocupació humana permanent i primerenca de Teraina és controvertida. Tot i que no hi havia ocupants a l'illa en el moment del descobriment europeu, s'han identificat diversos jaciments artificials a l'illa, inclosa l'arquitectura de pedra seca apilada. A més, les dades etnogràfiques de les Illes Cook i les Illes Tuamotu apunten al coneixement polinesi de l'illa. Potser el descobriment més convincent a Teraina és la recuperació d'una canoa de viatge intacta. Tot i que se sap que existeixen jaciments arqueològics a l'illa, la manca general d'aigua dolça fa que l'habitatge humà a llarg termini sigui improbable, tot i que cal més treball per establir la cronologia de l'ús humà.
Teraina va ser albirada el 12 de juny de 1798 pel capità balener americà Edmund Fanning de Betsy; va anomenar l'illa en honor a George Washington, però no va intentar desembarcar. La primera exploració de l'illa va arribar més tard amb el capità Adam Johann von Krusenstern, en una expedició russa (anomenada llavors Nova Marquesa). L'illa va ser posteriorment reclamada en virtut de la Llei de les Illes Guano de 1856 pels Estats Units amb el nom d'Illa Prospect. Tanmateix, el guano mai es va extreure ni exportar en una mesura notable; el clima humit impedeix la formació de dipòsits substancials. Va ser ocupada pel capità John English i gent de Manihiki cap al 1860.
Més tard, William Greig va començar a plantar cocoters a l'illa. Finalment, els fills de Greig van ser els propietaris de la plantació amb el pare Emmanuel Rougier fins que va vendre la seva participació a Fanning Island Limited i va iniciar una plantació de cocoters a l'illa Christmas.
L'illa Fanning va ser annexionada pels britànics pel comandant Nichols del HMS Cormorant el 29 de maig de 1889. Va passar a formar part de la colònia de les illes Gilbert i Ellice el 1916. El nom de l'illa es va canviar a Teraina el 1979 quan Kiribati va obtenir la independència. La principal exportació de Teraina és la copra, la carn seca del coco.
La Burns Philip Copra Company va operar plantacions a l'illa després de la Segona Guerra Mundial. En diverses ocasions, es van portar treballadors contractats de Manihiki, Tahití i les illes Gilbert per treballar a les plantacions de cocoters. Més recentment, s'ha fomentat l'assentament del grup Gilbert durant els esquemes de reassentament de 1989-1995.
L'oficina de correus de l'illa de Washington va obrir l'1 de febrer de 1921, va tancar cap al 1923, va reobrir el 1924, va tancar el 1948 i va tornar a obrir cap a l'agost de 1979.

## Geografia política
| No.     | Poble      | Població (cens de 2010) |
| ------- | ---------- | ----------------------- |
| 1       | Abaiang    | 146                     |
| 2       | Kauamwemwe | 198                     |
| 3       | Uteute     | 141                     |
| 4       | Kaaitara   | 0                       |
| 5       | Tangkore   | 410                     |
| 6       | Matanibike | 91                      |
| 7       | Arabata    | 353                     |
| 8       | Mwakeitari | 177                     |
| 9       | Onauea     | 174                     |
| Teraina | Teraina    | 1690                    |

La població de Teraina viu en nou pobles. Està augmentant; de 416 el 1978 a 936 el 1990. L'any 2000 va superar els 1.000 habitans. La població de Teraina al cens del 2010 era de 1.690. En comparació amb la població del 2005 de 1.155 i la població del 2000 de 1.087. La població de Teraina va augmentar en 535 persones entre el 2005 i el 2010, un creixement anual del 7,9%.
Tots els pobles apareixen a la taula següent, amb els resultats preliminars del cens del 2010, en sentit antihorari al voltant del perímetre de l'atol, començant al nord-est amb Abaiang i acabant al sud-est amb Onauea. Tangkore és a prop del punt més occidental de Teraina:
Teraina té una estructura d'edat inusual; Gairebé la meitat de la població (44%) té menys de 15 anys i una de cada cinc persones (19%) són nens menors de cinc anys. Hi ha més homes que dones en gairebé tots els grups d'edat excepte la gent gran.

## Ecologia
Ecològicament, Teraina té certes característiques que la fan destacar. En primer lloc, com es desprèn de les seves peculiars característiques geogràfiques i geològiques, posseeix una combinació d'ecosistemes força única a tot el món. En segon lloc, alberga la població més gran del món d'una espècie rara d'ocell, tot i que es troba a més de 2.500 km de la seva llar original. A més, fins fa relativament poc va ser la llar d'uns enigmàtics ànecs que avui dia estan extingits. Finalment, la biodiversitat de l'illa sembla demostrar de manera força concloent que, probablement cap al 1200, l'illa havia estat habitada temporalment per un nombre significatiu d'humans.
Actualment, no hi ha cap protecció formal per als ecosistemes o espècies de les illes, però s'ha suggerit protegir legalment hàbitats clau. Tot i que està en perill d'extinció a nivell mundial, el Lori de Kuhl no sembla necessitar protecció formal; en realitat es beneficia del canvi d'ús del sòl per part dels humans i dels gats salvatges. Els primers proporcionen més hàbitat als ocells, mentre que els gats fins ara han aconseguit mantenir Teraina completament lliure de rates negres que, a causa dels seus hàbits d'enfilar-se als arbres, posarien seriosament en perill l'existència de l'espècie, si s'estableixen en nombre. Donada l'experiència negativa, per exemple, de l'illa de Rennell, sembla aconsellable mantenir una vigorosa pesca de tilàpia. Aquests peixos sens dubte representen una valuosa font de proteïnes a Teraina i, de fet, van ser introduïts originalment amb aquest propòsit.

### Flora
Es coneixen més de 30 espècies de plantes amb flors a l'illa, però la majoria semblen no ser originalment autòctones. El cocoter és l'arbre més visible de Teraina. Es troba plantada, però també constitueix un dels arbres forestals dominants. Les palmeres es troben al bosc humit al voltant de les torberes, barrejades amb Pandanus i un sotabosc dominat per les falgueres Asplenium pacificum i Phymatosorus scolopendria. En llocs més elevats prop de la platja, es troba el bosc atol·lí de Pisonia, tot i que Teraina no té tant d'aquest ecosistema pacífic omnipresent per la seva mida.
Les plantes més visibles de les torberes són les aràcies Cyrtosperma merkusii i el Schoenoplectus californicus.
Entre els cultius locals, la pomera, el fruit del pa, la papaia, els plàtans (inclouent la cultivar banana Fe'i) i la guaiava pomera són els més significatius, a part dels cocos. El frangipani i l'hibisc són populars com a plantes ornamentals.

### Ocells

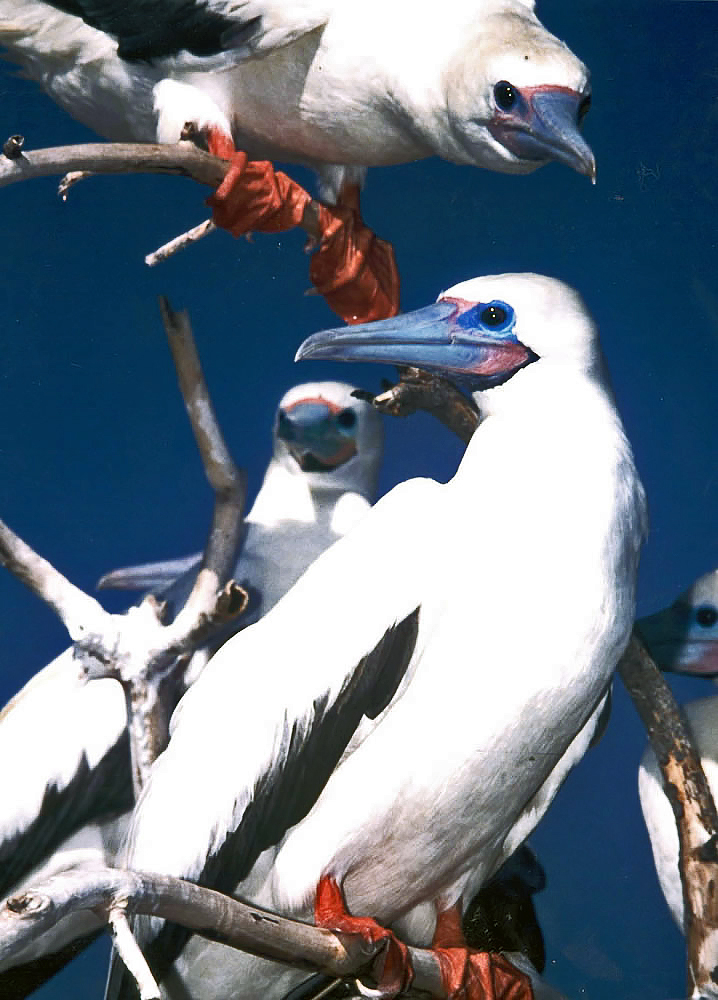
Mascarells cama-roig a l'Atol Palmyra, illa veïna de Teraina

Tot i que nombrosos ocells marins nien a Teraina, per a moltes d'aquestes espècies, l'hàbitat limitat fa que sigui una colonia menys important que altres atols elevats de mida similar. Unes 10 espècies d'ocells marins hi crien, les més significatives de les quals nien als arbres com el xatrac blanc petit i el mascarell de potes vermelles. L'agró blanc oriental, molt estesa per tota la regió, també es pot trobar a Teraina.
Entre els ocells migratoris, el remena-rocs comú, el territ de tres dits, el polit del Pacífic, la daurada del Pacífic, la xivita siberiana i la xivita erràtica utilitzen Teraina com a lloc d'aturada o hivernada de manera regular. Altres ocells limícoles com gavines i ocasionalment ànecs d'espècies nord-americanes i de l'Àsia oriental poden aparèixer com a vagabunds.
Històricament, s'han registrat dues espècies d'aus terrestres i una subespècie d'ànec. L'última, l'ànec de Coues, que era molt comú. Està envoltada d'un misteri considerable, principalment pel que fa a l'origen de la població, l'edat i, per tant, la validesa de la subespècie (de vegades es discuteix que sigui significativament diferent) i les causes i la data de la seva desaparició. Només se'n coneixen dos exemplars: una parella que no és completament madura i, per tant, només se'n pot obtenir informació limitada. El que és cert és que hi havia una població d'ànecs de certa mida a mitjans de la dècada de 1870, mentre que el 1900 tots havien desaparegut.

#### Altra fauna
Com passa a la majoria de les illes del Pacífic exterior, no hi ha mamífers terrestres autòctons.

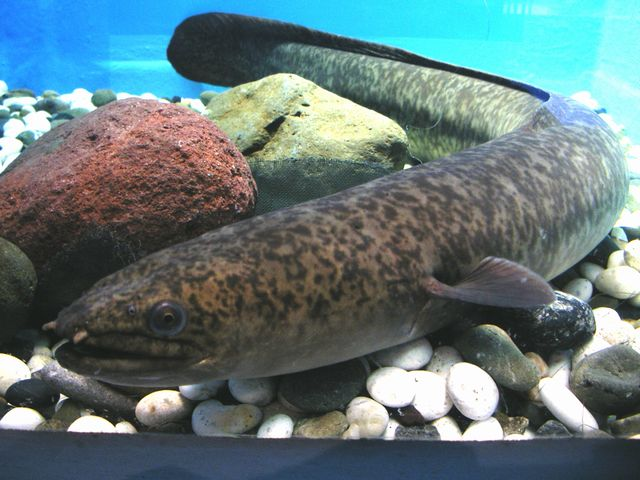
Exemplar d'anguila tacada gegant trobat al llac de Teraina.

La rata de la Polinèsia és present a Teraina, aparentment des de temps prehistòrics. Potser va arribar amb restes flotants després de tempestes més a l'oest, o pot haver estat introduïda accidentalment o deliberadament (com a aliment) per mariners prehistòrics. El seu impacte actual en la població d'aus és menor, però si que ho va ser amb els ràl·lids, probablement les rates van tenir algun paper en la desaparició d'aquestes aus, i potser també en la de qualsevol altra au que s'hagi extingit en temps prehistòrics. Si un corriol polinès va criar a Teraina, gairebé amb tota seguretat són aquestes rates les responsables de la desaparició d'aquestes aus; només queda un únic tàxon de Prosobonia avui dia, que es manté precàriament en atols que no tenen cap espècie de rata.
Els gossos, gats i porcs salvatges es troben en nombre variable; els gats, en particular, són responsables d'una certa disminució del nombre d'aus marines que nien a terra. D'altra banda, també són els gats han mantingut fins ara a ratlla la població de rates.
Les espècies lacustres reportades inclouen peixos i algunes "gambes" no especificades, és a dir (amb tota probabilitat) un membre dels crustacis. Els peixos d'aigua dolça inclouen l'anguila tacada gegant, el Caranx i l'Oreochromis. Els dos últims es van introduir recentment. Les anguiles ja s'havien establert el 1877.